# Xanthomonas
Genre
Xanthomonas est un genre de Protéobacteries de la famille des Xanthomonadaceae, dont beaucoup d'espèces causent des maladies des plantes.

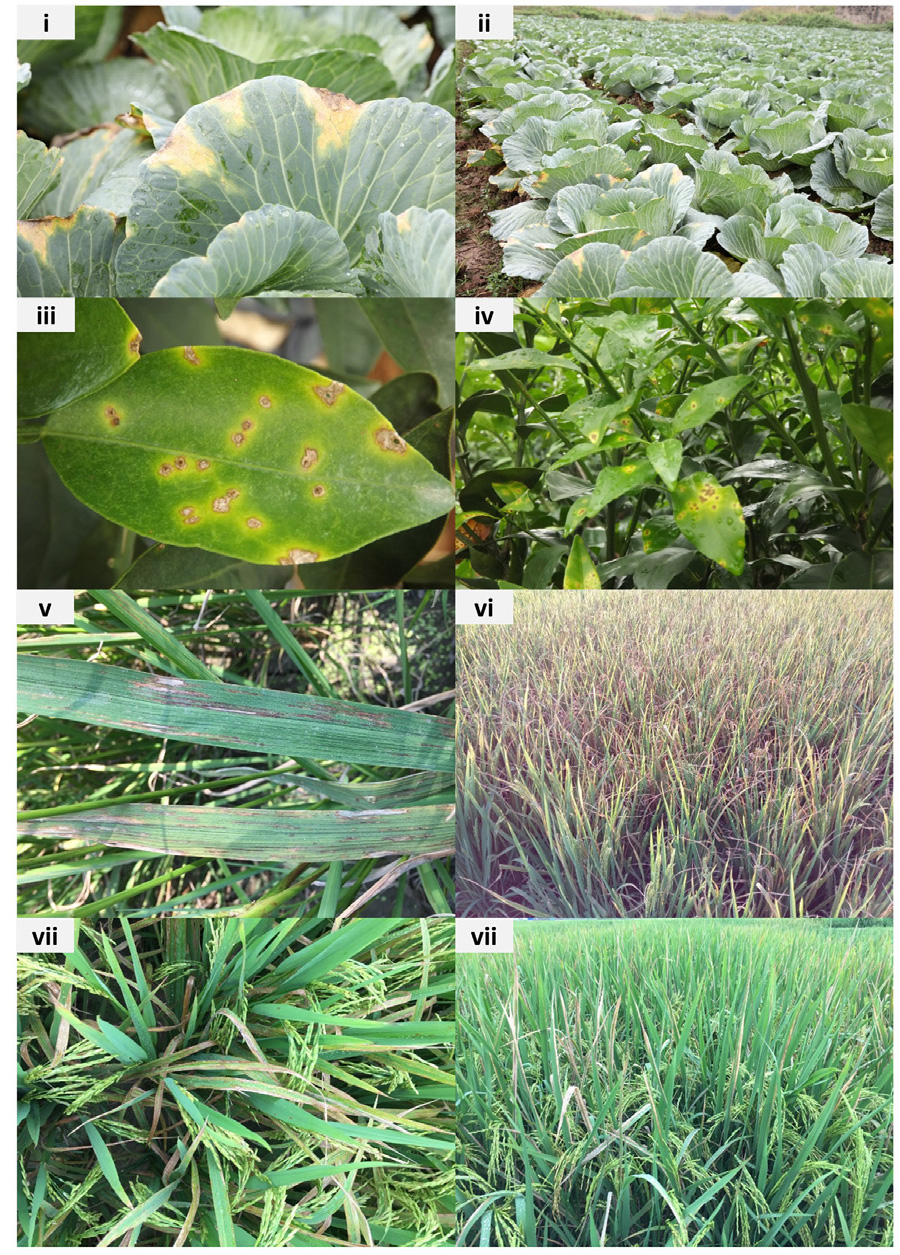
Symptômes d'infection par des Xanthomonas spp.

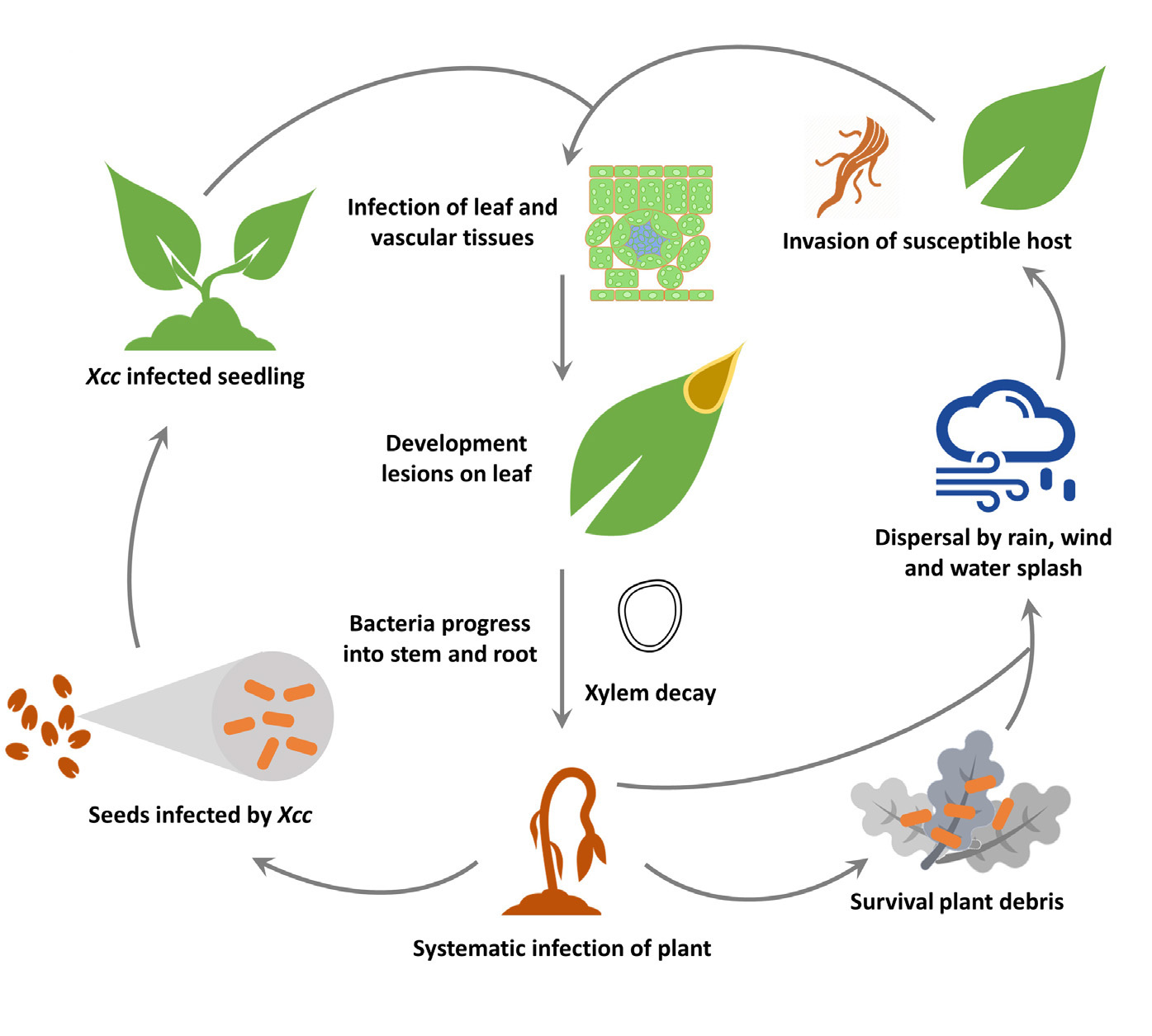
Cycle de vie de Xanthomonas spp.

C'est un genre de bactéries très étudié, car affectant des organismes d'intérêt alimentaires et économique importants pour l'humanité.
Ainsi, des collections de référence de cultures de souches de Xanthomonas ont été rassemblées par la National Collection of Plant Pathogenic Bacteria (NCPPB) au Royaume-Uni, par l' International Collection of Microorganisms from Plants (ICMP) en Nouvelle-Zélande, par la Collection française de bactéries associées aux plantes (CFBP) en France et la Collection russe de micro-organismes (VKM) en Russie et la Microbial type culture collection and gene bank (MTCC) en Inde.
C'est par ailleurs chez cette bactérie qu'ont été découverts les domaines protéiques TALE qui sont utilisés en biotechnologie.

## Pathogenèse
Xanthomonas peut infecter beaucoup d'espèces cultivées telles que le poivre, le riz, le citron, le coton, la prune, la cerise, la pêche, la tomate et le soja.
Certaines espèces de Xanthomonas causent des taches localisées sur les feuilles ou des cercosporioses tandis que d'autres espèces se propagent de manière systémique dans la plante (pourriture noire, maladie de la brûlure des feuilles). Ces bactéries contournent les défenses immunitaires de leurs hôtes et injectent un certain nombre de protéines effectrices (TAL effecteurs notamment), dans la plante via leur système de sécrétion de type III. Ces protéines peuvent se lier aux séquences de gènes promoteurs et activer l'expression de certains gènes de la plante d'une manière qui favorise l'infection par la bactérie.
Des plantes, notamment une variété de riz, sont en cours de sélection pour développer la résistance aux Xanthomonas. Pour cela, la technique des TALENs, justement découverte chez ce genre de bactéries, sert à créer des gènes de résistance,.

## Liste d'espèces
Selon Catalogue of Life (23 juillet 2014) :
- Xanthomonas albilineans
- Xanthomonas arboricola
- Xanthomonas axonopodis
- Xanthomonas bromi
- Xanthomonas campestris
- Xanthomonas cassavae
- Xanthomonas citri
- Xanthomonas codiaei
- Xanthomonas cucurbitae
- Xanthomonas cynarae
- Xanthomonas euvesicatoria
- Xanthomonas fragariae
- Xanthomonas gardneri
- Xanthomonas hortorum
- Xanthomonas hyacinthi
- Xanthomonas melonis
- Xanthomonas oryzae
- Xanthomonas perforans
- Xanthomonas phaseoli
- Xanthomonas pisi
- Xanthomonas populi
- Xanthomonas saccari
- Xanthomonas sacchari
- Xanthomonas theicola
- Xanthomonas translucens
- Xanthomonas vasicola
- Xanthomonas vesicatoria

## Liste des espèces, sous-espèces, variétés etpathovars
Selon NCBI (23 juillet 2014) :
- Pseudomonas cissicola
- Xanthomonas albilineans
- Xanthomonas alfalfae
  - sous-espèce Xanthomonas alfalfae subsp. alfalfae
  - sous-espèce Xanthomonas alfalfae subsp. citrumelonis
    - pathovar Xanthomonas axonopodis pv. citrumelo F1
- Xanthomonas arboricola
  - pathovar Xanthomonas arboricola pv. celebensis
  - pathovar Xanthomonas arboricola pv. corylina
  - pathovar Xanthomonas arboricola pv. fragariae
  - pathovar Xanthomonas arboricola pv. juglandis
  - pathovar Xanthomonas arboricola pv. populi
  - pathovar Xanthomonas arboricola pv. pruni
- Xanthomonas axonopodis
  - pathovar Xanthomonas axonopodis pv. alfalfae
  - pathovar Xanthomonas axonopodis pv. allii
  - pathovar Xanthomonas axonopodis pv. aurantifolii
  - pathovar Xanthomonas axonopodis pv. axonopodis
  - pathovar Xanthomonas axonopodis pv. bauhiniae
  - pathovar Xanthomonas axonopodis pv. begonia
  - pathovar Xanthomonas axonopodis pv. begoniae
  - pathovar Xanthomonas axonopodis pv. betlicola
  - pathovar Xanthomonas axonopodis pv. biophyti
  - pathovar Xanthomonas axonopodis pv. cajani
  - pathovar Xanthomonas axonopodis pv. cassavae
  - pathovar Xanthomonas axonopodis pv. cassiae
  - pathovar Xanthomonas axonopodis pv. clitoriae
  - pathovar Xanthomonas axonopodis pv. commiphorae
  - pathovar Xanthomonas axonopodis pv. coracanae
  - pathovar Xanthomonas axonopodis pv. cyamopsidis
  - pathovar Xanthomonas axonopodis pv. desmodii
  - pathovar Xanthomonas axonopodis pv. desmodiigangetici
  - pathovar Xanthomonas axonopodis pv. desmodiilaxiflori
  - pathovar Xanthomonas axonopodis pv. desmodiirotundifolii
  - pathovar Xanthomonas axonopodis pv. dieffenbachiae
  - pathovar Xanthomonas axonopodis pv. erythrinae
  - pathovar Xanthomonas axonopodis pv. fascicularis
  - pathovar Xanthomonas axonopodis pv. fici
  - pathovar Xanthomonas axonopodis pv. glycines
  - pathovar Xanthomonas axonopodis pv. khayae
  - pathovar Xanthomonas axonopodis pv. lespedezae
  - pathovar Xanthomonas axonopodis pv. maculifoliigardeniae
  - pathovar Xanthomonas axonopodis pv. malvacearum
  - pathovar Xanthomonas axonopodis pv. manihotis
  - pathovar Xanthomonas axonopodis pv. martyniicola
  - pathovar Xanthomonas axonopodis pv. melhusii
  - pathovar Xanthomonas axonopodis pv. nakataecorchori
  - pathovar Xanthomonas axonopodis pv. passiflorae
  - pathovar Xanthomonas axonopodis pv. patelii
  - pathovar Xanthomonas axonopodis pv. pedalii
  - pathovar Xanthomonas axonopodis pv. phaseoli
  - pathovar Xanthomonas axonopodis pv. phyllanthi
  - pathovar Xanthomonas axonopodis pv. physalidicola
  - pathovar Xanthomonas axonopodis pv. poinsettiicola
  - pathovar Xanthomonas axonopodis pv. punicae
  - pathovar Xanthomonas axonopodis pv. rhynchosiae
  - pathovar Xanthomonas axonopodis pv. ricini
  - pathovar Xanthomonas axonopodis pv. rosa
  - pathovar Xanthomonas axonopodis pv. sesbaniae
  - pathovar Xanthomonas axonopodis pv. spondiae
  - pathovar Xanthomonas axonopodis pv. syngonii
  - pathovar Xanthomonas axonopodis pv. tamarindi
  - pathovar Xanthomonas axonopodis pv. vasculorum
  - pathovar Xanthomonas axonopodis pv. vignaeradiatae
  - pathovar Xanthomonas axonopodis pv. vignicola
  - pathovar Xanthomonas axonopodis pv. vitians
- Xanthomonas bromi
- Xanthomonas campestris
  - pathovar Xanthomonas campestris pv. aberrans
  - pathovar Xanthomonas campestris pv. alangii
  - pathovar Xanthomonas campestris pv. amaranthicola
  - pathovar Xanthomonas campestris pv. amoraciae
  - pathovar Xanthomonas campestris pv. amorphophalli
  - pathovar Xanthomonas campestris pv. aracearum
  - pathovar Xanthomonas campestris pv. arecae
  - pathovar Xanthomonas campestris pv. argemones
  - pathovar Xanthomonas campestris pv. armoraciae
  - pathovar Xanthomonas campestris pv. arracaciae
  - pathovar Xanthomonas campestris pv. azadirachtae
  - pathovar Xanthomonas campestris pv. badrii
  - pathovar Xanthomonas campestris pv. barbareae
  - pathovar Xanthomonas campestris pv. begoniae
  - pathovar Xanthomonas campestris pv. betae
  - pathovar Xanthomonas campestris pv. blepharidis
  - pathovar Xanthomonas campestris pv. campestris
  - pathovar Xanthomonas campestris pv. cannabis
  - pathovar Xanthomonas campestris pv. cannae
  - pathovar Xanthomonas campestris pv. capsularii
  - pathovar Xanthomonas campestris pv. carissae
  - pathovar Xanthomonas campestris pv. carotae
  - pathovar Xanthomonas campestris pv. centellae
  - pathovar Xanthomonas campestris pv. clerodendri
  - pathovar Xanthomonas campestris pv. convolvuli
  - pathovar Xanthomonas campestris pv. coriandri
  - pathovar Xanthomonas campestris pv. cyanopsidis
  - pathovar Xanthomonas campestris pv. daturae
  - pathovar Xanthomonas campestris pv. dieffenbachiae
  - pathovar Xanthomonas campestris pv. durantae
  - pathovar Xanthomonas campestris pv. esculenti
  - pathovar Xanthomonas campestris pv. euphorbiae
  - pathovar Xanthomonas campestris pv. fici
  - pathovar Xanthomonas campestris pv. glycines
  - pathovar Xanthomonas campestris pv. guizotiae
  - pathovar Xanthomonas campestris pv. gummisudans
  - pathovar Xanthomonas campestris pv. hederae
  - pathovar Xanthomonas campestris pv. heliotropii
  - pathovar Xanthomonas campestris pv. incanae
  - pathovar Xanthomonas campestris pv. ionidii
  - pathovar Xanthomonas campestris pv. lantanae
  - pathovar Xanthomonas campestris pv. lawsoniae
  - pathovar Xanthomonas campestris pv. leeana
  - pathovar Xanthomonas campestris pv. leersiae
  - pathovar Xanthomonas campestris pv. malloti
  - pathovar Xanthomonas campestris pv. merremiae
  - pathovar Xanthomonas campestris pv. mirabilis
  - pathovar Xanthomonas campestris pv. musacearum
  - pathovar Xanthomonas campestris pv. nigromaculans
  - pathovar Xanthomonas campestris pv. olitorii
  - pathovar Xanthomonas campestris pv. oryzae
  - pathovar Xanthomonas campestris pv. papavericola
  - pathovar Xanthomonas campestris pv. parthenii
  - pathovar Xanthomonas campestris pv. paulliniae
  - pathovar Xanthomonas campestris pv. pelargonii
  - pathovar Xanthomonas campestris pv. pennamericanum
  - pathovar Xanthomonas campestris pv. phaseoli
  - pathovar Xanthomonas campestris pv. phormiicola
  - pathovar Xanthomonas campestris pv. physalidis
  - pathovar Xanthomonas campestris pv. plantaginis
  - pathovar Xanthomonas campestris pv. poinsettiicola
  - pathovar Xanthomonas campestris pv. raphani
  - pathovar Xanthomonas campestris pv. sesami
  - pathovar Xanthomonas campestris pv. spermacoces
  - pathovar Xanthomonas campestris pv. syngonii
  - pathovar Xanthomonas campestris pv. thespesiae
  - pathovar Xanthomonas campestris pv. thirumalacharii'
  - pathovar Xanthomonas campestris pv. tribuli
  - pathovar Xanthomonas campestris pv. trichodesmae
  - pathovar Xanthomonas campestris pv. uppalii
  - pathovar Xanthomonas campestris pv. vasculorum
  - pathovar Xanthomonas campestris pv. vasicola
  - pathovar Xanthomonas campestris pv. veroniae
  - pathovar Xanthomonas campestris pv. viegasii
  - pathovar Xanthomonas campestris pv. vignicola
  - pathovar Xanthomonas campestris pv. vitians
  - pathovar Xanthomonas campestris pv. viticola
  - pathovar Xanthomonas campestris pv. vitiscarnosae
  - pathovar Xanthomonas campestris pv. vitistrifoliae
  - pathovar Xanthomonas campestris pv. vitiswoodrowii
  - pathovar Xanthomonas campestris pv. zantedeschiae
  - pathovar Xanthomonas campestris pv. zingibericola
  - pathovar Xanthomonas campestris pv. zinniae
- Xanthomonas cassavae
- groupe Xanthomonas citri group
  - Xanthomonas citri
    - pathovar Xanthomonas citri pv. anacardii
    - pathovar Xanthomonas citri pv. aurantifolii
    - pathovar Xanthomonas citri pv. bauhiniae
    - pathovar Xanthomonas citri pv. bilvae
    - pathovar Xanthomonas citri pv. cajani
    - pathovar Xanthomonas citri pv. citri
    - pathovar Xanthomonas citri pv. clitoriae
    - pathovar Xanthomonas citri pv. desmodiilaxiflori
    - pathovar Xanthomonas citri pv. glycines
    - pathovar Xanthomonas citri pv. malvacearum
    - pathovar Xanthomonas citri pv. mangiferaeindicae
    - variété Xanthomonas citri pv. phaseoli var. 'fuscans
    - pathovar Xanthomonas citri pv. rhynchosiae
    - pathovar Xanthomonas citri pv. sesbaniae
    - pathovar Xanthomonas citri pv. vignicola
    - sous-espèce Xanthomonas citri subsp. citri
    - sous-espèce Xanthomonas citri subsp. malvacearum

  - Xanthomonas fuscans
    - sous-espèce Xanthomonas fuscans subsp. aurantifolii
    - sous-espèce Xanthomonas fuscans subsp. fuscans
- Xanthomonas codiaei
- Xanthomonas cucurbitae
- Xanthomonas cynarae
- Xanthomonas dyei
  - pathovar Xanthomonas dyei pv. dysoxyli
  - pathovar Xanthomonas dyei pv. eucalypti
  - pathovar Xanthomonas dyei pv. laureliae
- Xanthomonas euvesicatoria
- Xanthomonas fragariae
- Xanthomonas gardneri
- Xanthomonas hortorum
  - pathovar Xanthomonas hortorum pv. carotae
  - pathovar Xanthomonas hortorum pv. hederae
  - pathovar Xanthomonas hortorum pv. pelargonii
  - pathovar Xanthomonas hortorum pv. taraxaci
  - pathovar Xanthomonas hortorum pv. vitians
- Xanthomonas hyacinthi
- Xanthomonas melonis
- Xanthomonas oryzae
  - pathovar Xanthomonas oryzae pv oryzae
  - pathovar Xanthomonas oryzae pv. oryzicola
- Xanthomonas perforans
- Xanthomonas pisi
- Xanthomonas populi
- Xanthomonas retroflexus
- Xanthomonas sacchari
- Xanthomonas theicola
- Xanthomonas translucens
  - pathovar Xanthomonas translucens pv. arrhenatheri
  - pathovar Xanthomonas translucens pv. cerealis
  - pathovar Xanthomonas translucens pv. graminis
  - pathovar Xanthomonas translucens pv. hordei
  - pathovar Xanthomonas translucens pv. phlei
  - pathovar Xanthomonas translucens pv. phleipratensis
  - pathovar Xanthomonas translucens pv. pistacia
  - pathovar Xanthomonas translucens pv. poae
  - pathovar Xanthomonas translucens pv. secalis
  - pathovar Xanthomonas translucens pv. translucens
  - pathovar Xanthomonas translucens pv. undulosa
- Xanthomonas vasicola
  - pathovar Xanthomonas vasicola pv. vasculorum
- Xanthomonas vesicatoria